# 手稲山口

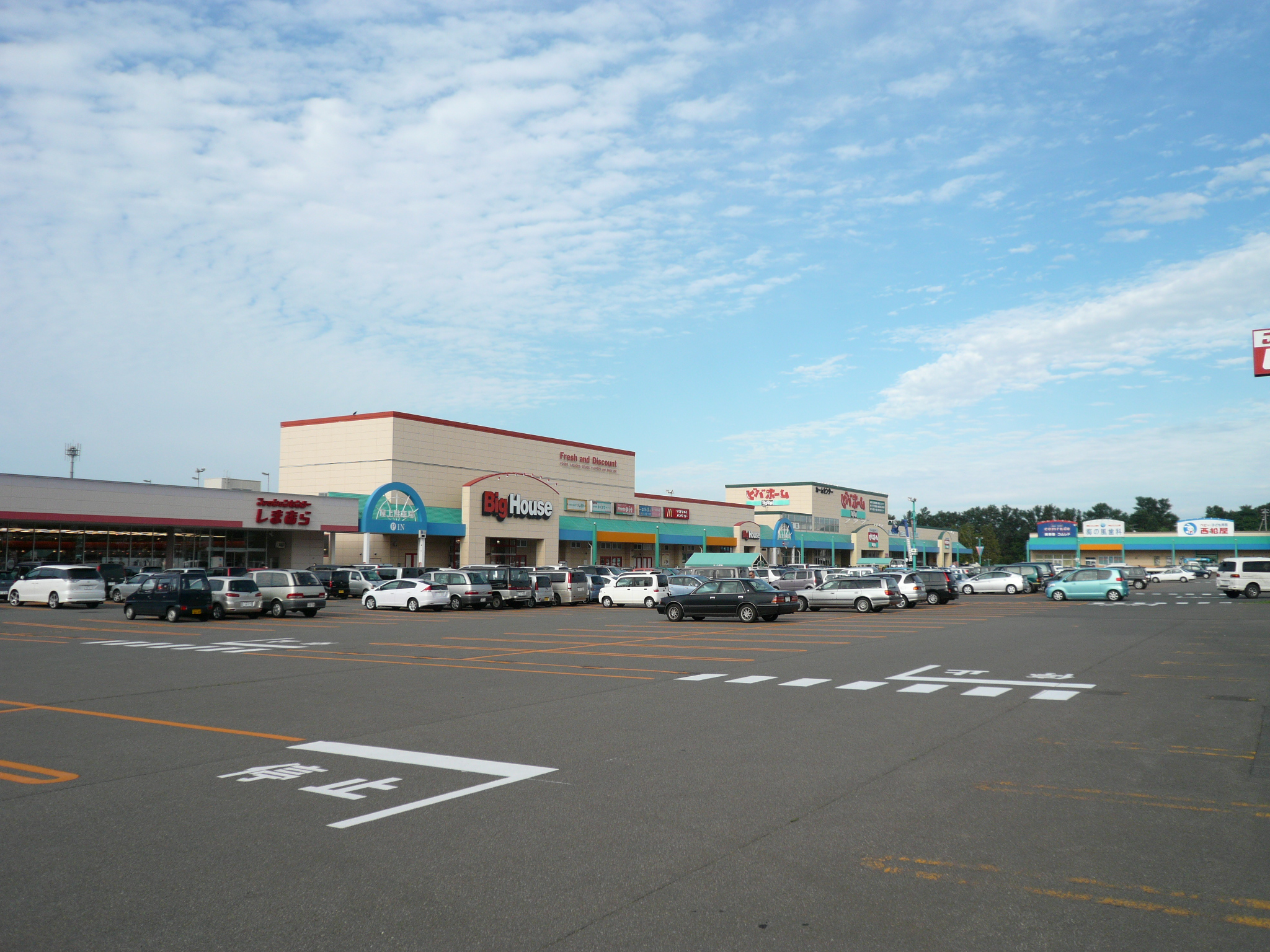
パストラル星置（2010年8月）

手稲山口（ていねやまぐち）は北海道札幌市手稲区の地名。条丁目の設定や住居表示は未実施。郵便番号は〒006-0860。

## 地理
札幌市西北部、手稲区北部にあり小樽市銭函に隣接する。小樽市との北東の境界は新川、北西の境界は清川である。南は星置、南東は曙及び明日風と接する。
南側の一部を除く地区の大半が市街化調整区域であり、畑地として利用されている他、ごみ処理場（山口処理場）等が立地している。

### 河川
- 新川、
- 星置川
- 清川
- 濁川

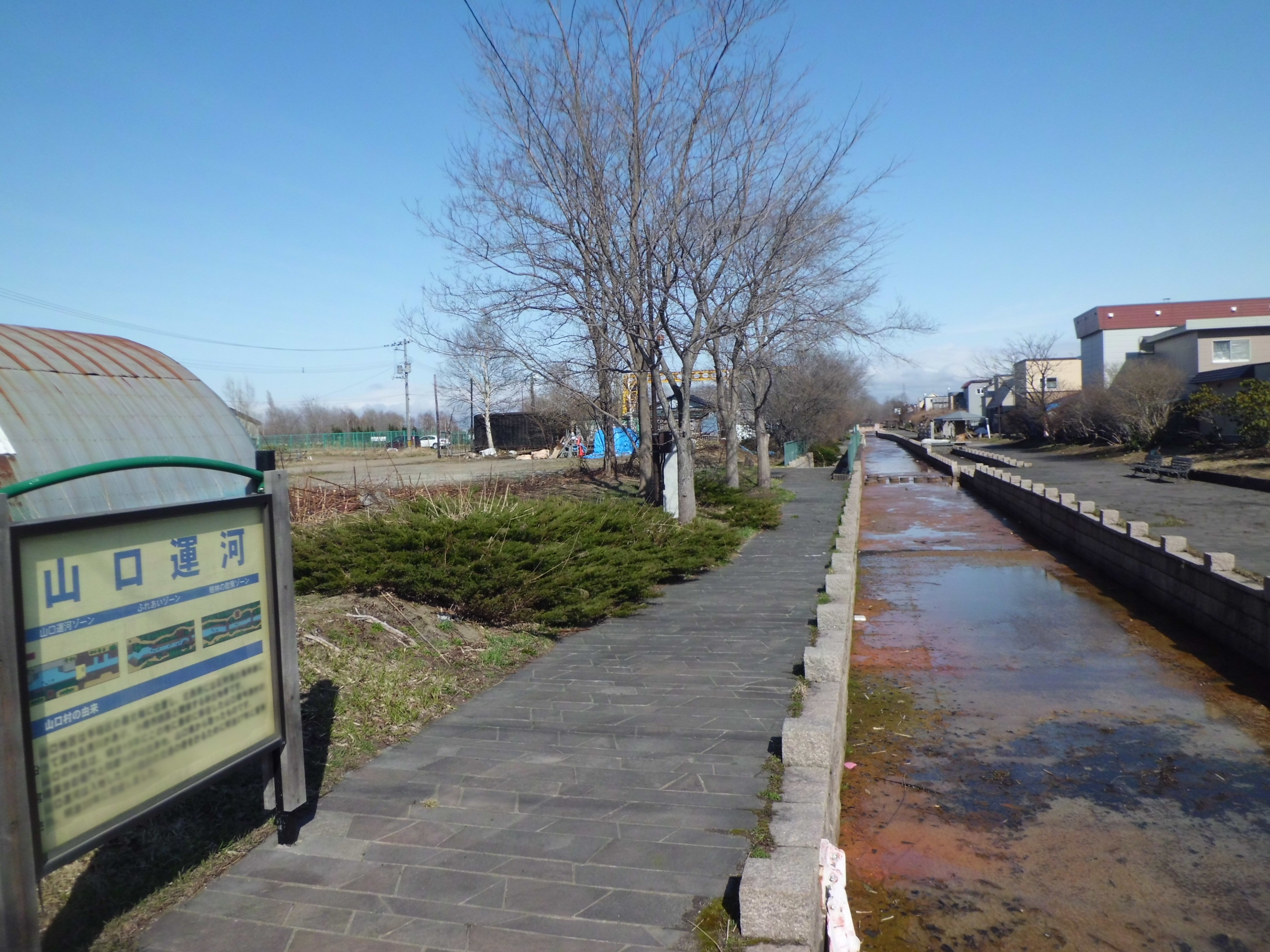
山口運河（手稲山口川）

- 山口運河

## 歴史
その名の通り山口県出身者によって開拓された一帯である。1881年（明治14年）に最初の入植者が移住し、その開拓地を故郷の地名にちなんで山口村と名づけた。1882年（明治15年）12月21日に正式に山口村となった。山口村の範囲は、現在の手稲山口の他、曙の北部、明日風、星置を含む範囲にあたる。
山口地区は元来砂地であり、開拓には相当な苦労があった。しかも不運なことに同時期にバッタが大量発生し、数少ない作物を食い荒らされた。それでも開拓を進めた結果、いくつかの作物が取れるようになり、さらに明治末期には稲が取れるようになった。
1916年以降はスイカの栽培を試みたところ成功を収め、これはのちに「山口スイカ」という呼称で知られるようになる。2006年現在では社会情勢の変化により水田は見られなくなったが、それでも山口地区は農業地帯であり山口スイカ改め「サッポロスイカ」は、昭和50年代から栽培されたカボチャ「大浜みやこ」とともに特産品として知られている。

### 年表
- 1881年（明治14年）：山口県人宮崎源次右エ門らが入植[5][6]
- 1882年（明治15年）：山口村開村。上手稲、下手稲、山口三村戸長役場を置く。バッタの大量発生により農作物に大きな被害が出る[5]。
- 1885年（明治18年）：山口村戸長役場派出所を設置[5]。
- 1888年（明治21年）：山口村戸長役場派出所を廃止[5]。
- 1892年（明治25年）：山口村立山口尋常小学校（現：札幌市立手稲北小学校）が開校[5]。
- 1897年（明治30年）：山口運河（花畔の石狩川（現：茨戸川）から銭函に至る「花畔・銭函間運河」の一部）が完成[5][7]。
- 1902年（明治35年）：北海道二級町村制施行に伴い、山口村、上手稲村、下手稲村が合併し手稲村となる[5]。山口村は大字として残る。
- 1942年（昭和17年）：大字山口村が廃止され、字山口・星置の2つに再編される。
- 1951年（昭和26年）：手稲村が町制施行し手稲町となる[5]。
- 1967年（昭和42年）：手稲町が札幌市に編入合併。町名が手稲山口となる。
- 1972年（昭和47年）：札幌市が政令指定都市となり、西区の一部となる。
- 1975年（昭和50年）：山口本通が国道337号に指定される[5]。
- 1983年（昭和58年）：北海道札幌稲西高等学校と北海道札幌稲北高等学校（現：北海道札幌あすかぜ高等学校）が開校[5]。
- 1989年（平成元年）：西区から手稲区が分区[5]。
- 2006年（平成18年）：南西部の一部が曙に編入される[8]。
- 2007年（平成19年）：南西部の一部が新規町名整備に伴い明日風2、3、6丁目となる[8]。
- 2012年（平成24年）12月17日：南部の一部が新規町名整備に伴い星置3条1丁目となる[8]。

### 史跡
- 手稲山口バッタ塚

## 交通

### バス
- ジェイ・アール北海道バス札樽線が手稲駅、宮の沢駅方面への路線を運行する。

### 道路
- 国道337号（山口村時代から村の中心となってきた道路であり「山口本通」と呼ばれていた）
- 下手稲通

## 施設
- 北海道札幌あすかぜ高等学校
- 北海道星置養護学校ほしみ高等学園（旧北海道札幌稲西高等学校（2013年閉校））
- 札幌市立手稲北小学校
- 札幌市山口斎場
- 札幌市手稲水再生プラザ
- 札幌市山口処理場
- 山口緑地
- パストラル星置